# Poecilopsettidae
Die Poecilopsettidae sind eine Familie der Plattfische (Pleuronectiformes). Die Fische leben im Atlantik, Pazifik und im Indischen Ozean meist in größeren Tiefen. 

## Merkmale
Kennzeichnend für das Taxon ist der Beginn der Rückenflosse über den Augen und das rudimentäre Seitenlinienorgan auf der Unterseite. Poecilopsettidae haben 36 bis 43 Wirbel, ihre Bauchflossen sind symmetrisch.

## Systematik
Die Familie wurde früher und wird teilweise auch noch heute als Unterfamilie zu den Schollen (Pleuronectidae) gerechnet.

## Gattungen und Arten
- Marleyella Fowler, 1925

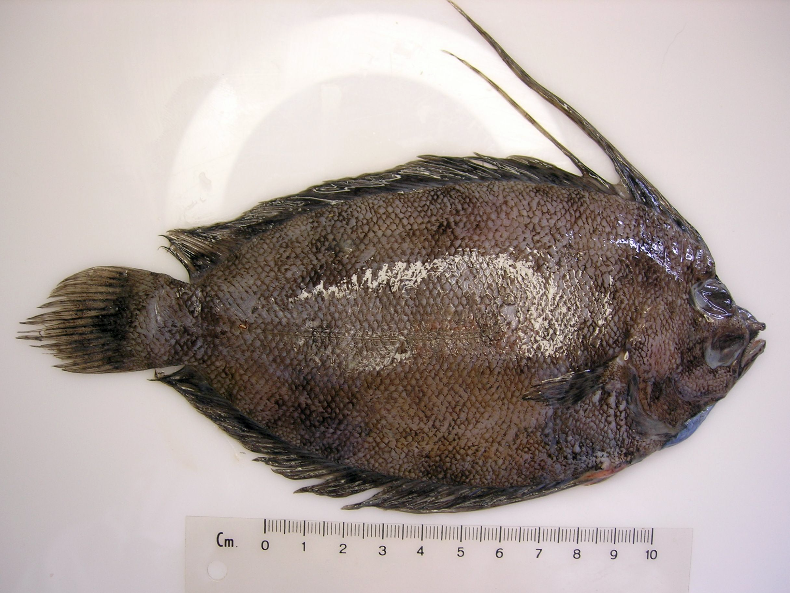
Marleyella bicolorata

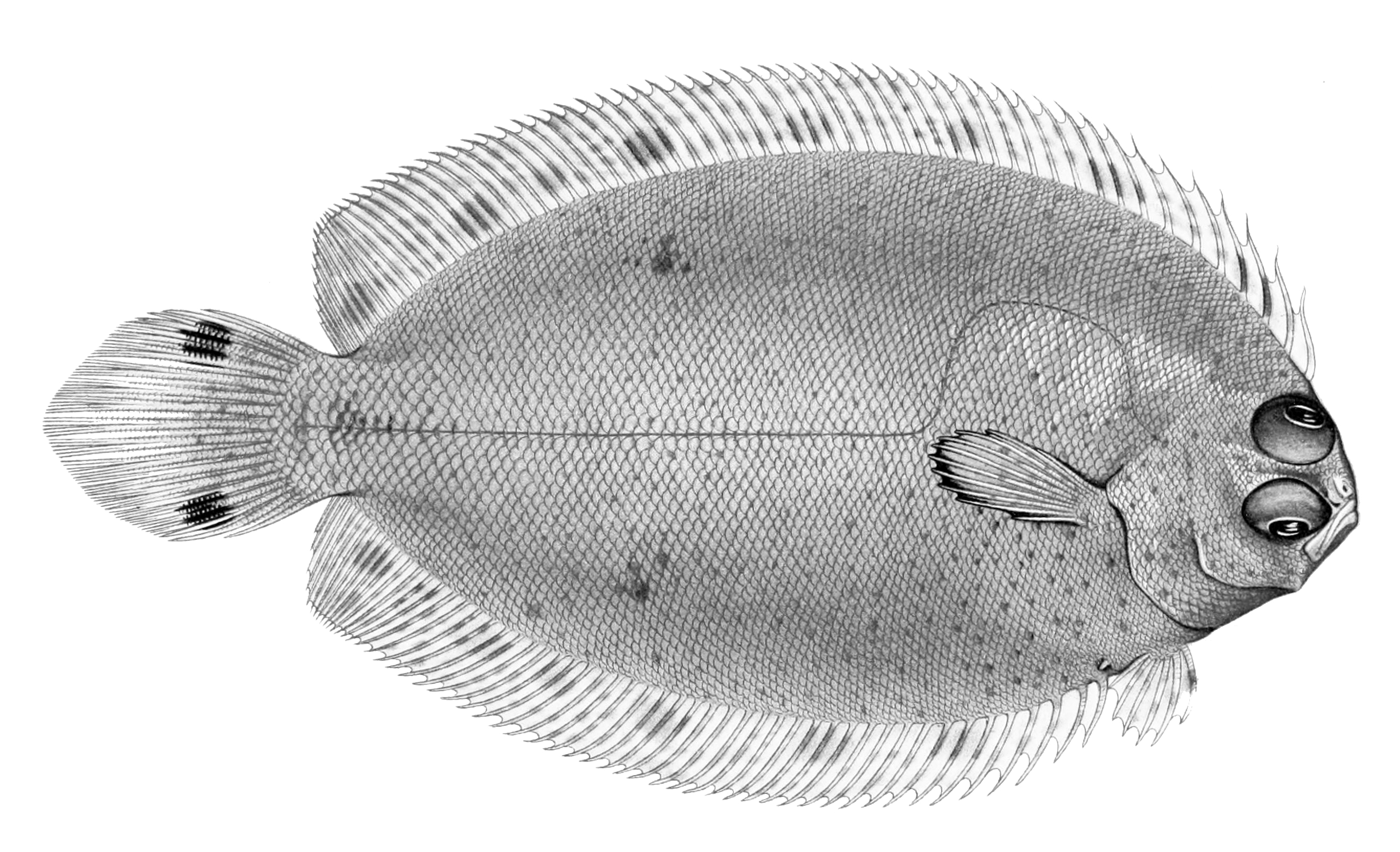
Poecilopsetta hawaiiensis

  - Marleyella bicolorata (von Bonde, 1922)
  - Marleyella maldivensis Norman, 1939
- Nematops Günther, 1880
  - Nematops chui Fowler, 1934
  - Nematops grandisquama Weber & de Beaufort, 1929
  - Nematops macrochirus Norman, 1931
  - Nematops microstoma Günther, 1880
- Poecilopsetta Günther, 1880
  - Poecilopsetta albomaculata Norman, 1939
  - Poecilopsetta beanii (Goode, 1881)
  - Poecilopsetta colorata Günther, 1880
  - Poecilopsetta dorsialta Guibord & Chapleau, 2001
  - Poecilopsetta hawaiiensis Gilbert, 1905
  - Poecilopsetta inermis (Breder, 1927)
  - Poecilopsetta macrocephala Hoshino, Amaoka & Last, 2001
  - Poecilopsetta megalepis Fowler, 1934
  - Poecilopsetta natalensis Norman, 1931
  - Poecilopsetta normani Foroshchuk & Fedorov, 1992
  - Poecilopsetta plinthus (Jordan & Starks, 1904)
  - Poecilopsetta praelonga Alcock, 1894
  - Poecilopsetta vaynei Quéro, Hensley & Maugé, 1988
  - Poecilopsetta zanzibarensis Norman, 1939